# Belvosia rufifrons
Belvosia rufifrons là một loài ruồi trong họ Tachinidae.